# Cameron Maybin
Cameron Keith Maybin (4 de abril de 1987) es un exjardinero estadounidense de béisbol profesional de las Grandes Ligas (MLB). Fue seleccionado en la décima posición del draft de 2005 por los Detroit Tigers, equipo con el cual debutó en las mayores en 2007. Jugó con los Florida/Miami Marlins, San Diego Padres, Atlanta Braves, Los Angeles Angels, Houston Astros, Seattle Mariners, New York Yankees, Chicago Cubs y New York Mets. Se desempeñó principalmente como jardinero central.

## Carrera profesional

### Ligas Menores
Después de graduarse de la escuela secundaria, Maybin fue considerado por Baseball America como el jardinero más prometedor y el tercer mejor bateador de todos los jugadores disponibles. Fue seleccionado por los Tigres de Detroit en el décimo lugar en el draft del 2005, en parte debido a la especulación de que sería difícil de firmar. Firmó en septiembre por un bono de $ 2.650.000.
En 2006, Maybin jugó su primera temporada como profesional con los West Michigan Whitecaps de Clase A, ayudándoles a ganar el campeonato de la Liga del Medio Oeste. Tuvo un promedio de bateo de .304, conectó nueve jonrones y robó 27 bases. Fue elegido para participar en el Juego de las Estrellas del Futuro.
A finales de noviembre de 2006, Cameron recibió el premio a mejor jugador de postemporada en Clase A por MiLB.com. Comenzó la temporada 2007 con los Lakeland Flying Tigers de Clase A Alta de la Liga Estatal de Florida. El 9 de agosto de 2007 fue promovido a los Erie Seawolves de Clase AA donde jugó seis partidos antes de su llamado a las Grandes Ligas.
Maybin fue considerado como el mejor prospecto de los Tigres mientras estuvo con la organización.
Maybin también jugó en las menores en 2008 con los Carolina Mudcats, la filial Clase AA de los Marlins de Florida, donde bateó .277 con 13 jonrones, 49 carreras impulsadas y 21 bases robadas con 124 ponches en 390 turnos al bate (108 juegos) .

## Grandes Ligas

### Detroit Tigers
Maybin fue llamado a los Tigres el 17 de agosto de 2007, e hizo su debut en Grandes Ligas ese día, yendo de 0-4. Era el jugador más joven en la Liga Americana (20 años). En su segundo partido, el 18 de agosto de 2007, conectó el primer hit de su carrera, un sencillo, y el primer jonrón de carrera, ambos ante Roger Clemens. Durante su próxima aparición en el plato, fue golpeado por una bola rápida de Clemens. En el mismo juego, también obtuvo su primera base robada.

### Florida Marlins
El 5 de diciembre de 2007, los Tigres canjearon a Maybin, Andrew Miller, Mike Rabelo, Dallas Trahern, Eulogio De La Cruz y Burke Badenhop a los Marlins de Florida por Dontrelle Willis y Miguel Cabrera.
El 16 de septiembre de 2008, Maybin fue llamado a los Marlins de Florida. Se fue de 16-32 (0.500 promedio) con 4 bases robadas en 8 juegos de Grandes Ligas.
En 2009, Maybin fue el jardinero central titular de los Marlins de Florida cuando se enfrentaron a los Nacionales de Washington en el Día Inaugural. Fue enviado a los New Orleans Zephyrs de Clase AAA el 10 de mayo después de un mal comienzo temporada ese año, conectando para promedio de .202 en 22 juegos iniciados. Fue llamado de vuelta a los Marlins el 31 de agosto después de batear .319 en Clase AAA y terminó la temporada con el equipo grande.
Maybin inició otra vez como el jardinero central titular de los Marlins en 2010, pero fue enviado a Clase AAA el 17 de junio después de batear .225 con el club. Conectó para .340 en las menores y se unió a los Marlins el 24 de agosto. En su última temporada con los Marlins, terminó el año con .234 de promedio y 9 bases robadas en 82 juegos.

### San Diego Padres

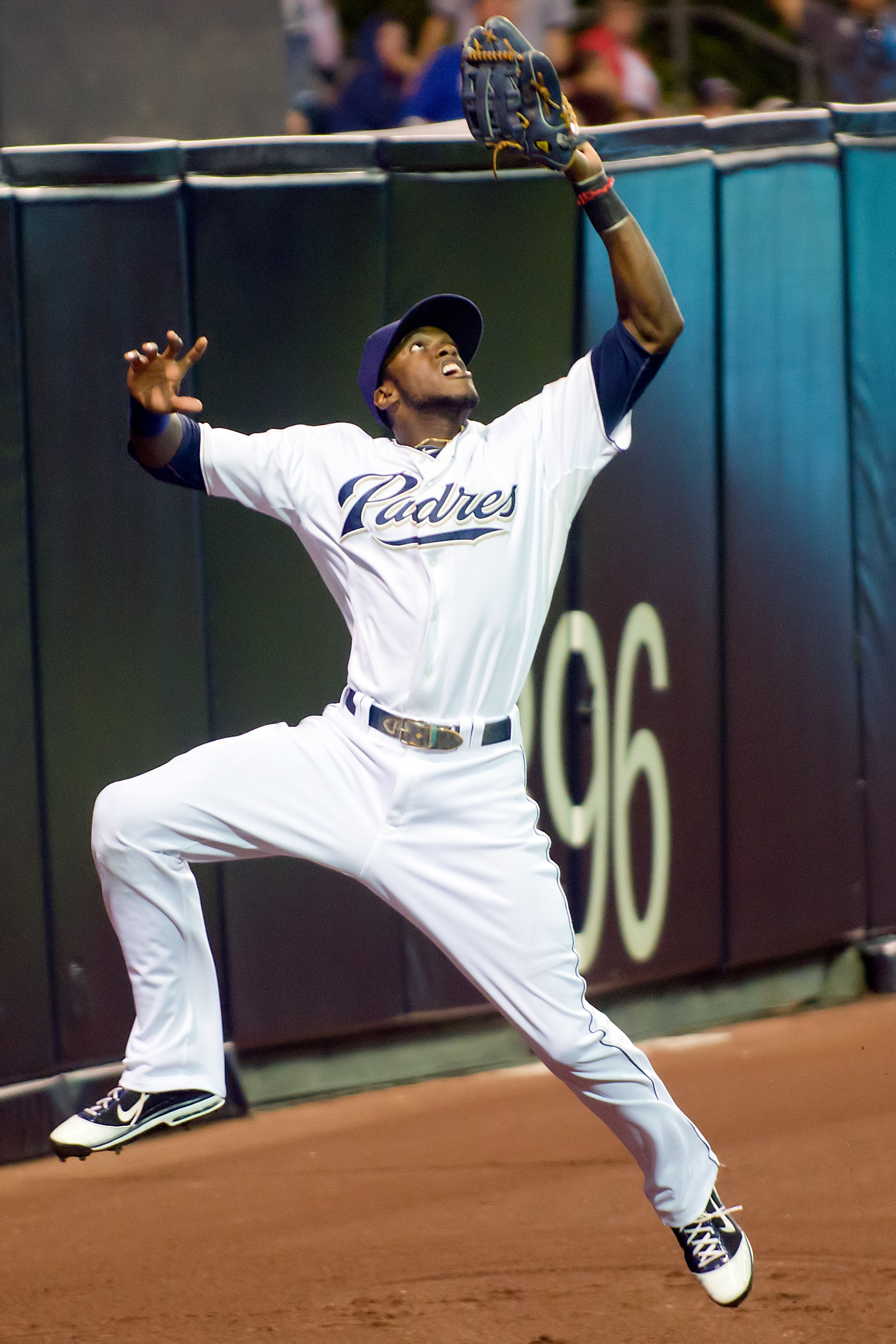
Maybin con los Padres en 2011.

Después de la temporada 2010, Maybin fue cambiado a los Padres de San Diego por Ryan Webb y Edward Mujica. En 2011, se convirtió en el noveno jugador en la historia de los Padres en robar 40 bases. Bateó .264 con nueve jonrones y 40 carreras impulsadas y fue el candidato de los Padres para el Premio Hank Aaron de 2011. El San Diego Union-Tribune elogió la defensa de Maybin y llamó a su adquisición "una de las mejores operaciones de la historia de los Padres" y lo nombraron MVP del equipo. MLB.com escribió que su defensa en el jardín central fue del nivel de un Guante de Oro.
El 3 de marzo de 2012, Maybin y los Padres acordaron por 5 años y 25 millones de dólares con una opción del club para un sexto año.
Maybin comenzó la temporada 2012 en una depresión prolongada, bateando .212 en la primera mitad de la temporada, pero se recuperó en la segunda mitad, bateando .283, y terminó el año con una línea de bateo de .243/.306/.349 y 26 bases robadas. Maybin atribuyó la mejora a un cambio en la forma de mover las piernas al momento de batear. Su temporada también se vio obstaculizada por un persistente dolor en la muñeca que le obligó a perderse un puñado de arranques a finales de mayo y julio, y un dolor en el tendón de Aquiles que le costó tiempo de juego en septiembre. Maybin hizo 136 apariciones como titular en el jardín central en el año.
Maybin perdió la mayor parte de la temporada de 2013 debido a las lesiones. Comenzó 10 partidos en el jardín central antes de entrar en la lista de lesionados a mediados de abril con la inflamación y un pinzamiento en la muñeca derecha. Regresó por cuatro juegos a principios de junio antes de desgarrarse un ligamento cruzado posterior de la rodilla derecha al lanzarse por una pelota. Durante la rehabilitación de la rodilla, Maybin decidió someterse a una cirugía en la muñeca en septiembre, ya que continuó molestándolo. En la cirugía se encontraron partículas y cartílagos sueltos y se estimó un tiempo de recuperación de 8 a 12 semanas.
El 23 de julio de 2014, Maybin fue suspendido 25 partidos por usar anfetaminas, una violación de la política de drogas de las Grandes Ligas. Él dijo que la prueba fue el resultado de un tratamiento para el trastorno de déficit de atención (ADD), pero agregó: "Yo entiendo que tengo que aceptar la responsabilidad de este error". Fue activado de la lista restringida el 20 de agosto de 2014.

### Atlanta Braves
El 5 de abril de 2015, Maybin fue traspasado a los Bravos de Atlanta junto con Carlos Quentin, Matt Wisler, Jordan Paroubeck y una elección del draft a cambio de Craig Kimbrel y Melvin Upton Jr.. Durante la temporada 2015, Maybin bateó para promedio de .267 con 65 carreras anotadas, 18 dobles, dos triples, 10 jonrones y 59 carreras impulsadas en 141 juegos. Finalizó décimo en la Liga Nacional con 23 bases robadas.

### Detroit Tigers (segundo período)
El 20 de noviembre de 2015, los Bravos traspasaron a Maybin a los Tigres de Detroit a cambio de Ian Krol y Gabe Speier. El 3 de marzo de 2016, los Tigres anunciaron que Maybin se perdería entre cuatro y seis semanas de juego debido a una lesión en la muñeca que sufrió al ser golpeado por un lanzamiento de Luis Severino de los Yanquis de Nueva York. El 16 de mayo, fue llamado por los Tigres luego de cumplir su rehabilitación con los Toledo Mud Hens, y fue nombrado el Jugador de la Semana de la Liga Americana junto a su compañero Miguel Cabrera por la semana del 16 al 22 de mayo, en la cual bateó .600/.652/.750 con un jonrón, cinco impulsadas y cuatro bases robadas.
El 4 de agosto de 2016, fue colocado en lista de lesionados de 15 días por doblarse un pulgar al tratar de alcanzar una bola. Fue reactivado el 21 de agosto, siendo jardinero central titular ante los Medias Rojas de Boston.
En total registró .315 con los Tigres en 2016, con cuatro jonrones, cinco triples y 15 bases robadas, pero las lesiones lo limitaron a solo 92 juegos.

### Los Angeles Angels
Al finalizar la temporada 2016, los Tigres traspasaron a Maybin a los Angelinos de Los Angeles a cambio del lanzador Víctor Alcántara. Subsecuentemente, los Angels ejercieron la opción de $9 millones de su contrato para la temporada 2017. En dicha temporada, registró promedio de bateo de .235, seis jonrones, 22 impulsadas y 29 bases robadas en 93 juegos con los Angels, antes de ser transferido.

### Houston Astros
El 31 de agosto de 2017, Maybin fue tomado de la lista de waivers por los Astros de Houston. Houston ganaría la Serie Mundial de 2017, dándole a Maybin su primer campeonato. En 2017 para los Astros, bateó .186/.226/.441 en 59 turnos al bate. [ 

### Miami Marlins
El 21 de febrero de 2018, los Marlins de Miami se hacían con el jugador tras su paso por la agencia libre, volviendo al club prácticamente una década después. Con los Marlins en 2018 bateó .251/.338/.343 en 251 turnos al bate.

### Seattle Mariners
El 31 de julio de 2018, Maybin fue canjeado a los Marineros de Seattle por el campocorto Bryson Brigman y dinero de la bolsa internacional. Con los Marineros en 2018 bateó .242/.289/.319 en 91 turnos al bate.

### Cleveland Indians
El 29 de marzo de 2019, Maybin firmó un contrato de ligas menores con los Indios de Cleveland. Comenzó la temporada 2019 con los Columbus Clippers de Clase AAA. 

### New York Yankees
El 25 de abril de 2019, los Indios cambiaron a Maybin a los Yankees de Nueva York por consideraciones de efectivo. Los Yankees seleccionaron el contrato de Maybin después del canje y lo agregaron a la lista de Grandes Ligas. Hizo su debut con los Yankees al día siguiente, 26 de abril, en un juego contra los Gigantes de San Francisco donde conectó un hit e impulsó una carrera. En 239 turnos al bate con los Yankees, registró promedio de .285 con 11 jonrones, 32 impulsadas y 48 anotadas.

### Detroit Tigers (tercer período)
El 12 de febrero de 2020, los Tigres de Detroit firmaron a Maybin con un contrato de un año por $1.5 millones para su tercer período con el equipo. En 41 turnos al bate, registró promedio de .244 con un jonrón y dos impulsadas.

### Chicago Cubs
El 31 de agosto de 2020, los Tigres cambiaron a Maybin a los Cachorros de Chicago a cambio de Zack Short. En 52 turnos al bate, registró promedio de .250 con cinco impulsadas y tres bases robadas.